# 프라이드 도우

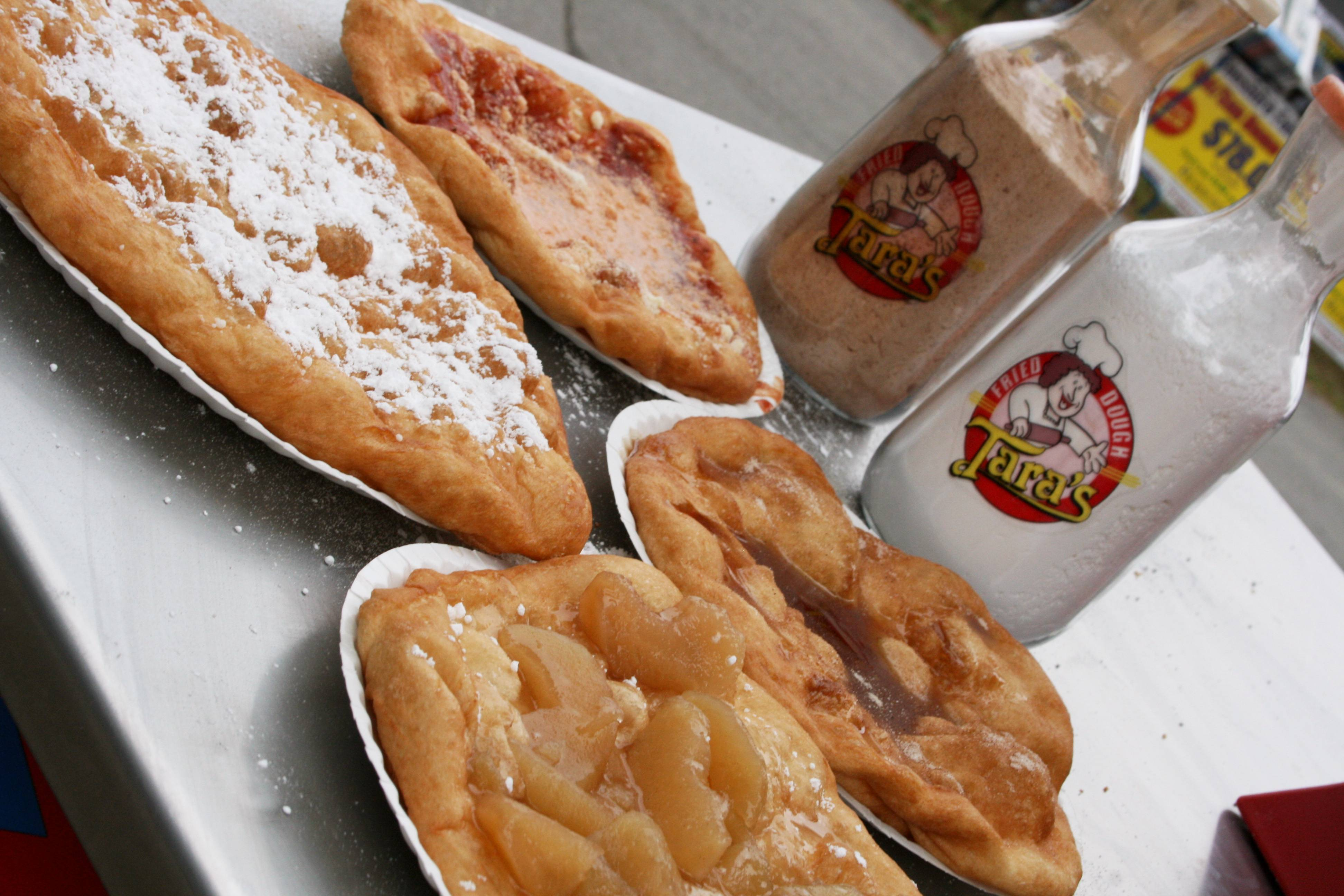
프라이드 도우

프라이드 도우(Fried dough)는 카니발, 놀이공원, 박람회, 로데오, 해변 리조트의 야외 음식 가판대와 관련된 북미 음식이다. 프라이드 도우는 효모 반죽으로 만든 특정 종류의 튀긴 빵의 구체적인 이름이다. 카니발 부스 표지판에 사용되는 예는 첨부된 이미지를 참조할 수 있다. 튀긴 반죽은 튀긴 반죽, 튀긴 빵(배녹), 튀긴 빵, 도보이, 코끼리 귀, 비버 꼬리, 스콘, 피자 프릿, 튀김 접시(작은 조각의 경우)로도 알려져 있다. 이러한 음식은 서로 거의 동일하며 일부 효모 반죽 버전의 베그넷과 도넛이나 튀김기와 같은 다른 튀긴 반죽 음식과 눈에 띄게 다르다.